# Буяки (Підляське воєводство)
Буяки (пол. Bujaki) — село в Польщі, у гміні Дорогичин Сім'ятицького повіту Підляського воєводства.
Населення — 146 осіб (2011).
У 1975—1998 роках село належало до Білостоцького воєводства.

## Демографія
Демографічна структура станом на 31 березня 2011 року:
|          | Загалом | Допрацездатний вік | Працездатний вік | Постпрацездатний вік |
| -------- | ------- | ------------------ | ---------------- | -------------------- |
| Чоловіки | 69      | 11                 | 47               | 11                   |
| Жінки    | 77      | 18                 | 34               | 25                   |
| Разом    | 146     | 29                 | 81               | 36                   |